# Podgorje
Podgorje är en region i Kroatien. Området saknar en administrativ betydelse och ligger i Lika-Senjs län. Regionen sträcker sig längs med Velebits västra bergsbranter och den adriatiska kusten, från staden Senj till floden Zrmanja i söder. De största orterna i regionen är Senj och Karlobag.